# Alojzy Zielecki
Alojzy Zielecki (ur. 22 marca 1933 w Uluczu, zm. 20 października 2019) – polski historyk.

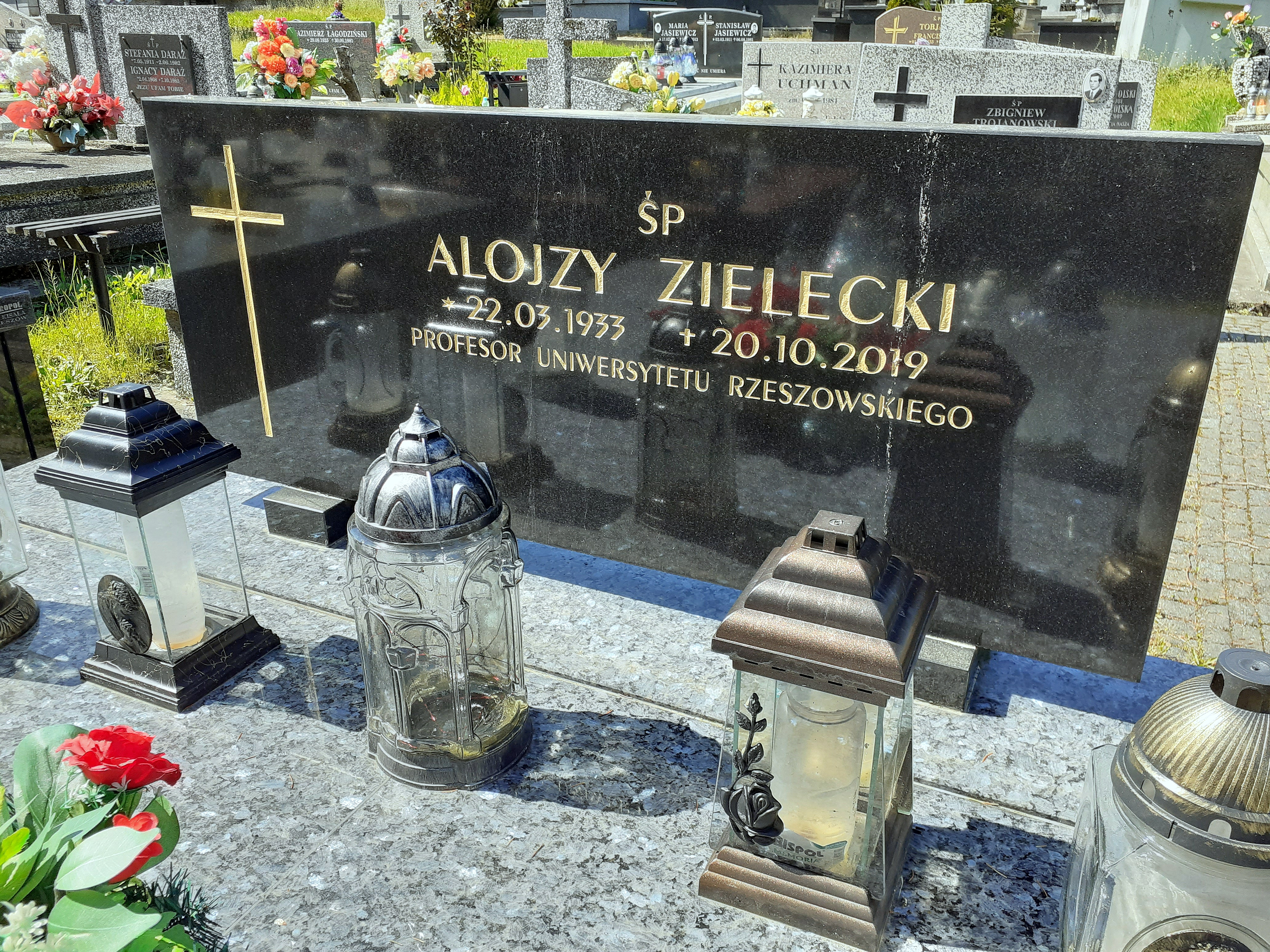
Nagrobek Alojzego Zieleckiego

## Życiorys
Urodził się 22 marca 1933. Był synem Józefa i Pelarii z domu Gularczyk. Był prawnukiem żołnierza w armii Księstwa Warszawskiego, następnie pracującego w dobrach Krasickich. Miał brata Władysława (1919-2005, podczas II wojny światowej żołnierz Armii Czerwonej i Ludowego Wojska Polskiego, w PRL działacz PZPR).
Jako uczeń Liceum Pedagogicznego w Sanoku 9 czerwca 1952 został wybrany na Zlot Młodych Przodowników – Budowniczych Polski Ludowej w Warszawie. Ukończył tę szkołę w 1953, a następnie rozpoczął studia historyczne w Wyższej Szkole Pedagogicznej w Krakowie. Od 1957 pracował w Liceum Ogólnokształcącym do 1974, a później Technikum Ekonomicznym w Twardogórze. W 1973 obronił rozprawę doktorską pt. Efektywność pracy domowej w nauczaniu historii, napisaną pod kierunkiem prof. dra hab. Tadeusza Słowikowskiego. Uzyskał tytuł naukowy doktora habilitowanego zakresie historii. Od 1974 pracował w Rzeszowie, na stanowisku adiunkta w Wyższej Szkole Pedagogicznej. Od 1983 doktor habilitowany (rozprawa pt. Struktura treści a myślenie historyczne).
Dwukrotnie pełnił funkcję prodziekana i czterokrotnie dziekana na Wydziale Socjologiczno-Historycznym Uniwersytetu Rzeszowskiego, kierownik Zakładu Dydaktyki Historii UR (1983-2004). Od 1989 w pięciu kadencjach przewodniczący Komisji Dydaktycznej Zarządu Głównego PTH. Rzeczoznawca Ministerstwa Edukacji Narodowej i Sportu w zakresie szkolnych podręczników historii. Redaktor prac zbiorowych Metodologiczne i dydaktyczne problemy historii regionalnej.
Specjalizował się w badaniach źródłowych, dziejach miast galicyjskich oraz studiami dotyczącymi ruchu niepodległościowego w tym organizacjami paramilitarnymi na ziemiach polskich przed I wojną światową.
Wypromował ponad trzystu magistrów oraz czterech doktorów. Uhonorowany nagrodami i odznaczeniami m.in. odznaką „Zasłużonego dla Województwa Rzeszowskiego”, Złotym Krzyżem Zasługi, Krzyżem Oficerskim Orderu Odrodzenia Polski (2000), Medalem Komisji Edukacji Narodowej.
Był żonaty z Marią. Miał dwóch synów: Władysława (profesora nadzwyczajnego w Katedrze Technologii Maszyn i Organizacji Produkcji Politechniki Rzeszowskiej) oraz Aleksego (inżynier budownictwa). Zmarł 20 października 2019. Został pochowany na cmentarzu Wilkowyja w Rzeszowie.

## Publikacje
- Wspomnienia związane z powiatem sanockim, w: Wyjście na prostą. Pamiętniki z lat 1944–1969 (wybór prac konkursowych z konkursu tygodnika „Polityka”)[12].
- Środki dydaktyczne w nauczaniu i uczeniu się historii, Rzeszów 1976.
- Kierowanie pracą domową ucznia w nauczaniu historii, Warszawa 1976.
- Struktura treści a myślenie historyczne, Rzeszów 1978.
- Dydaktyka historii. Poradnik dla studentów, Rzeszów 1981.
- Mapa w nauczaniu historii, Warszawa 1984.
- Role i funkcje podręcznika historii Rzeszów. 1984.
- Sanok. Dzieje miasta. Kraków: Secesja, 1995. ISBN 83-86077-57-3. Brak numerów stron w książce Podrozdziały w rozdziale W epoce autonomii galicyjskiej.
- Przeszłość w szkole przyszłości. 20–22 V 1997. Częstochowa 1997.
- Praktyczne kształcenie kandydatów na nauczycieli historii Rzeszów 1998.
- Edukacja historyczna w reformowanej szkole, cz. I–II, Kraków 2000.
- Bukowsko w okresie autonomii Galicji [w:] Ojczyzna bliższa i dalsza. Studia historyczne ofiarowane Feliksowi Kirykowi w sześćdziesiąta rocznicę urodzin. Kraków 1993.